# Anticlea (filla de Díocles)
Anticlea (en grec antic Άντίκλεια), segons la mitologia grega, va ser una filla de Díocles, rei de Mègara. Casada amb Macàon, fou mare de Gorgas i de Nicòmac.